# クラシエホームプロダクツ
クラシエホームプロダクツ株式会社（英: Kracie Home Products, Ltd.）は、かつて存在した日用品・化粧品の会社で、クラシエホールディングスのトイレタリー部門における商品の開発、製造、販売を行う子会社であった。
2023年10月以降は、クラシエ株式会社 ホームプロダクツカンパニーがトイレタリー部門を担っている。

## 概要
業種の性格上、兄弟会社だったカネボウ化粧品と競合する製品が多く見られる。親会社のカネボウホールディングスがクラシエホールディングス（現:クラシエ株式会社）と2007年7月1日に社名を改めるのに先駆け同年6月1日付けで旧社名のカネボウホームプロダクツから社名変更された。
2023年10月1日にグループ再編が実施され、クラシエフーズやクラシエ製薬と共にクラシエホールディングスへ吸収合併され解散。事業会社となったクラシエホールディングスはクラシエに社名変更され、同社の事業カンパニーの一つであるホームプロダクツカンパニーへ引き継がれた。

## 沿革
- 1936年 - 『鐘紡絹石鹸』発売（ホームプロダクツ事業の源泉）。
- 1949年 - 日用品事業を新会社の鐘淵化学工業へ移管（化粧品事業は1961年に復帰）。
- 1971年 - 日用品事業が鐘淵紡績に復帰。カネボウ石鹸製造（ミヨシ油脂との合弁）・カネボウ石鹸販売を設立。
- 1975年 - カネボウ石鹸販売がカネボウホームプロダクツに社名変更。
- 1982年 - カネボウホームプロダクツが鐘紡本体に合併され、「カネボウホームプロダクツ本部」となる。カネボウホームプロダクツ販売設立。
- 1983年 - 『エピラット』発売。
- 1986年 - 『旅の宿』発売。
- 1990年 - 『プロスタイル』発売。
- 1992年 - ホームプロダクツ専用の津島工場（愛知県愛西市）が竣工。
- 1993年 - 『モイスタージュ』発売。
- 1995年 - 『ナイーブ』発売。
- 1996年 - 『海のうるおい藻』発売。
- 1997年 - 『肌美精』発売。
- 2004年 - ビューティケア研究所設立。
- 2006年 - カネボウのホームプロダクツ事業を継承し、カネボウホームプロダクツ設立。『いち髪』発売。
- 2007年 - クラシエホームプロダクツ、クラシエホームプロダクツ販売に社名変更。カネボウ石鹸製造をセキセイT&Cに社名変更。
- 2009年 - 『プロスタイル フワリエ』発売。
- 2010年 - 『ピュアな美』発売（現在は製造終了）。
- 2011年 - 『アロマリゾート』発売。
- 2012年 - 『潤肌日和』発売（現在は製造終了）。
- 2014年 - 『ディアボーテ』発売。
- 2016年 - 『薬用シミエースAX』、『muo（ミュオ）』発売。
- 2017年 - 『クリー』、『ラメランス』発売（現在はいずれも製造終了）。
- 2018年 - 『マー&ミー』発売。
- 2021年 - 『エピラット オム』、『hogusuu（ほぐすぅ～）』、『FUNDAY（ファンデイ）』発売。
- 2022年 - 『The Naive（ザ ナイーブ）』、『NUAN（ニュアン）』発売。
- 2023年 - 経営機構改革に伴い、同年10月1日付でクラシエホームプロダクツが親会社のクラシエホールディングスへ合併し解散[1]。法人格としては87年の歴史に幕を閉じるとともに、クラシエホールディングスから社名変更されたクラシエ株式会社のホームプロダクツカンパニーとなる。なお、クラシエホームプロダクツ販売とセキセイT&Cはクラシエ株式会社の子会社として存続する。

## 製品一覧
- ナイーブ（スキンケア） - かつてはヘアケア（シャンプー、コンディショナー）にも展開していたが、2020年3月に製造を終了したため、スキンケア（ボディソープ、洗顔料、メイク落とし洗顔、クレンジング、ハンドソープ）のみの展開。派生ブランドとして「The Naive」や「ナイーブ ボタニカル」がある。
- ミュオ（スキンケア） - 2016年9月発売。着色料・防腐剤・鉱物油・品質安定剤・合成香料・アルコール（エタノール）・シリコンを無添加としたブランドで、ボディソープ、洗顔料、クレンジング剤で構成される。2020年3月にサルフェートも無添加となり、保湿成分を高配合してリニューアルされた。
- マー&ミー（スキンケア、ヘアケア） - 2018年9月の発売当初はインバスヘアケア（シャンプー、コンディショナー、トリートメント）からスタートしたが、2020年8月にアウトバス（洗い流さない）トリートメントとスタイリング剤（同時にインバスヘアケアにも「ダメージリペア」を追加してラインを拡充）、2021年1月にリンスインシャンプー、2022年9月にボディ&フェイスケア（全身用ボディミルク、ミスト化粧水、フェイスマスク）を順次発売し、カテゴリーを拡大している。なお、主軸であるインバスヘアケア製品は2023年2月に従来のラクトフェリンに乳酸桿菌/乳発酵液を追加配合した「プレミアムWミルクプロテイン」へ強化してリニューアルされた。
- YOHADA（スキンケア） - 2024年9月発売。薬用ボディウォッシュ【医薬部外品】のみの展開。
- ラメランス（スキンケア） - 2022年3月の製造終了に伴って一度ブランドを終息したが、2024年9月に「ボディウォッシュ」と「泡ボディウォッシュ」の2品を処方改良するリニューアルを受け、ウエルシアグループ専売品として約2年半ぶりにブランドを復活した。
- 旅の宿（スキンケア）【医薬部外品】 - 分包タイプの入浴剤。社名変更後はパッケージに「Kracie」のロゴは表記されていなかったが、「いち髪」と同様にパッケージに「Kracie」ロゴが表記されるようになる。2022年9月にリニューアルされ、「とうめい湯シリーズパック」はラインナップから白浜を外し、4種・13包に変更して「こだわりアソート」に、「にごり湯シリーズパック」は「信州白骨」を「湯沢」に入れ替えて「にごりアソート」にそれぞれ改名するとともに、アルミ分包から紙素材に変更。「しっとり湯アソートパック」を廃止する替わりに、2021年9月に発売された数量限定品で登場した発泡タイプの「泡の湯」3種（十和田八幡平・信州木曽に、豊後長湯を加えた3種類）と粉末タイプ2種類（箱根・草津）を組み合わせた「贅沢アソート」が発売された。なお、レギュラー品に加え、夏季向けや感謝品といった数量限定品も発売されている。
- エピラット（スキンケア） - 1983年から発売されているむだ毛処理剤ブランド。2023年2月にフルリニューアルが行われ、除毛クリーム【医薬部外品】（敏感肌用・スピーディー・リッチオイルケアの3種類）、脱色クリーム【医薬部外品】（敏感肌用・スピーディー）、脱毛テープ、脱毛エステ ハニーワックス脱毛の4種・8品目となった。
  - エピラット オム（スキンケア） - 2021年2月に発売された「エピラット」の男性向けサブブランド。除毛クリーム【医薬部外品】のみのラインナップとなり、2022年2月に敏感肌用が追加発売された。
- いち髪（ヘアケア）
- ディアボーテ（ヘアケア） -  2014年2月発売。インバスアイテムはオイルインシャンプー、オイルインコンディショナー、オイルイントリートメント、トライアルセットは2016年2月に「ボリューム&リペア」ラインを追加発売するとともに、既存品はヒマワリ芽発酵エキスを配合して「リッチ&リペア」としてライン化され、2018年2月に「グロス&リペア」が追加発売された。2021年3月には「ボリューム&リペア」と入れ替わりで「スムース&リペア」を発売。2019年3月にはスペシャルケアアイテムとして、ジャー入りヘアパックの「ゆがみディープリペアマスク」を発売した。アウトバスアイテムは2015年2月に「プレミアムトリートメントオイル」、同年8月に「トリートメントリペアミルク」が順次発売され、2019年8月には「プレミアムトリートメントオイル」にサラサラを追加発売すると同時に既存品をリニューアルして「プレミアムトリートメントオイル」の既存アイテムにはモイストが追加された。2023年9月にインバスアイテム全製品が処方とパッケージデザインを変更して全面改良され、オイルインシャンプーとオイルインコンディショナーの詰替用は内容量が増量（320ml(g)→400ml(g)された）。
- 海のうるおい藻（ヘアケア） - シャンプー、コンディショナー、リンスインシャンプーの3種類をラインナップしている。2022年3月にリニューアルされ、真珠タンパクエキス（加水分解コンキオリン）と地肌うるおい成分アセチルグルコサミンを追加配合し、ポンプはアイキャッチシールを廃止し、ボトルはバイオマス素材と飲料用ペットボトルのキャップの端材をリサイクルした素材を混合したプラスチックを使用、詰替用はPETフィルムの一部に再生プラスチックを使用した。
- ココンシュペール（ヘアケア） - 一部の店舗やECサイト限定。インナーコンフォートシャンプーとインテンシブリペアトリートメント（エアリーブルーム、スリーク&リッチ、ピュアスカルプの3ラインがあり、1回分ずつの分包ペア「1Dayトライアル」も設定）、スペシャルケア（コンセントレートマスク、カラーダメージリペアパック(2018年9月発売)、ヒートダメージリペアパック(2018年9月発売)）、アウトバストリートメント（ニュートリションオイル、ペネトレーションエッセンス、スインググロスオイル(2018年9月発売)）で構成される。なお、インナーコンフォートシャンプーとインテンシブリペアトリートメントは2020年3月に、スペシャルケアアイテムは2021年9月に順次リニューアルされている。
- プロスタイル（ヘアケア） - かつては黒髪用の「ナチュラルカラー」や白髪染め機能を備えた髪色もどし「リセットカラー」といったヘアカラー製品も発売されていたが、現在はスタイリング剤が中心となる。2023年9月にブランドロゴ変更を含めて全面刷新され、ムース剤は「シェイクムース」の製品名となり、「ポイントミスト」と「モーニングリセットウォーター」をリニューアル、新たに「ニュアンスメイク」2種（オイル、オイルバーム アレンジ）が発売された。
  - プロスタイル フワリエ（ヘアケア） -  2009年3月に「プロスタイル」の派生ブランドとして発売。アイロン・コテ用の製品をメインとする。2017年9月に全製品がリニューアルされた。寝ぐせ直し用ミストタイプの「ベーストリートメントシャワー（2015年9月に「シュッとうるおい 寝ぐせ直しシャワー」として発売）」、「ストレートキープミスト（2014年9月に「ストレートスタイルミスト」として発売）」、「カールキープミスト（2014年9月に「巻き髪スタイルミスト」として発売）」の3種類がある。
- 肌美精（基礎化粧品） - 2020年8月に全面リニューアルされた「ONE リンクルケア」、同年11月に発売された「プレミア」、2021年3月に発売された「CHOI（チョイ）」、2022年3月に全面リニューアルされた「大人のニキビ対策」と複数のシリーズラインがあるが、2022年9月に化粧水（薬用整肌・薬用美白・保湿・ハリつや）、うるおい乳液、オールインワンジェル（薬用美白・保湿）が製造終了となったことで、全アイテムの半数以上をシートマスクが占めることとなった。一部医薬部外品に区分される製品がある。
- NUAN（基礎化粧品） - 2022年9月発売。当初は「半熟ジュレクリーム」、「白玉もちウォータークリーム」、「ソフトホイップクリーム」のクリーム3種類のみだったが、2023年9月にポンプタイプの化粧水「浸透バブル化粧水」が発売された。
- モイスタージュ（基礎化粧品） - メイク落とし（「Wコールドクリーム」）、化粧水（薬用エッセンスローション【医薬部外品】、リフトエッセンスローション）、乳液（薬用エッセンスミルク【医薬部外品】、リフトエッセンスミルク）、クリーム（リフトエッセンスクリーム(2011年10月に「リンクルエッセンスクリーム」として発売)）で構成されている。かつては、収れん化粧水や紫外線カット効果を付与した化粧水も発売されていた。2024年9月に全面リニューアルされ、しっとりラインはナイアシンアミドの配合に伴って医薬部外品へ移行、ポンプタイプの3in1ゲル「薬用エッセンスゲル」が発売された。
- シミエース（基礎化粧品） - 2016年3月に発売されたシミ対策用クリーム。「薬用シミエースAX」と2020年3月に発売された「薬用シミエースAXプレミアム」の2種類がある。いずれも【医薬部外品】。

### 製造終了品
- デルーシェ（基礎化粧品）
- サンプロガード（日焼け止め）
- 朝シャン（リンスインシャンプー）
- マイルドコート（同上）
- コットル（洗浄剤付キッチンペーパー）

#### 商号変更後に製造終了した製品
- ピュアサボン（ボディソープ）
- ナチュラルバター（スキンケア）
- プシュパ（ボディソープ）
- シルク（スキンケア、ヘアケア） - 2024年3月製造終了
- アロマリゾート（スキンケア、化粧雑貨） - 2024年3月製造終了。スキンケア分野は「マー&ミー」へ統合。
- hogusuu（スキンケア） - 2024年3月製造終了
- レシェ（ヘアケア） - 「いち髪」へ統合。
- シンプロ（ヘアカラー）
- 爽快（男性向け洗顔フォーム）
- ピュアな美（洗顔・クレンジング）
- 潤肌日和（うるはだびより、洗顔(固形石鹸)）
- 肌習慣（洗顔・クレンジング）
- クリー（クレンジング(ふきとりタイプ)） - 2021年1月製造終了
- 和漢花（基礎化粧品）
- 14skip（フォーティーンスキップ、基礎化粧品）
- ナチュるる（基礎化粧品）
- ごほうび週間（シートマスク）
- FUNDAY（男性用化粧品） - 2024年3月製造終了
- エピラット メンズエステ（男性向けむだ毛処理剤） - 2021年2月に発売された「エピラット オム」が実質的な後継製品となる。
- アームアンドハンマー
- プチモア（携帯用化粧雑貨）
- スピンブラシ（電動歯ブラシ）

## イメージキャラクター
ナイーブ、いち髪のイメージキャラクターはそれぞれの詳細記事を参照のこと。※印はTVCM放映がないブランド。

### 現在
- 高橋一生 - ディアボーテ（2018年1月 - ）[2]
- 奈緒 - ディアボーテ（2020年4月 - ）[3]

### 過去
- 竹内結子 - ラメランス[4]
- バカリズム - ラメランス[4]
- 滝沢眞規子 - ラメランス[5]
- 理衣 - 肌美精
- 村上知子（森三中） - 肌美精
- 松井愛莉 - 肌美精※[6]
- Perfume - 肌美精[7]
- 雛形あきこ - モイスタージュ
- 小森純 - プロスタイル フワリエ※
- 森摩耶 - プロスタイル フワリエ※
- ローラ - プロスタイル フワリエ※
- 斉藤夏海 - プロスタイル フワリエ※
- 廣瀬麻伊 - プロスタイル フワリエ※
- 西川瑞希 - プロスタイル フワリエ※
- 横田絵玲奈 - プロスタイル フワリエ※[8]
- 若槻千夏 - プロスタイル ヘアデザインミスト※
- 優木まおみ - プロスタイル※
- 真野恵里菜 - プロスタイル[9]
- 樋浦結花・樋浦舞花 - エピラット※
- 麻倉みな - エピラット メンズエステ※
- 尾野真千子 - ディアボーテ
- さとうほなみ - ディアボーテ[2]